# Счётная палата Азербайджанской Республики
Счётная палата Азербайджанской Республики (азерб. Azərbaycan Respublikasının Hesablama Palatası) — государственный орган бюджетно-финансового надзора, высший орган финансового контроля Азербайджанской Республики. Подчиняется Национальному собранию Азербайджанской Республики. 

## История
Счётная палата Азербайджана создана согласно статье 92 Конституции АР. Закон Азербайджанской Республики «О счётной палате» принят 2 июля 1999 года. Палата начала функционировать 7 декабря 2001 года.

## Структура
Палата состоит из председателя, заместителя председателя, 5 аудиторов, аппарата. 
Председатель, заместитель председателя и аудиторы назначаются на должность и освобождаются от должности Национальным Собранием Азербайджана.
В состав палаты входят 9 отделов:
- Отдел государственного бюджета и стратегического планирования
- Отдел аудита государственных доходов и областей экономики
- Отдел аудита общегосударственных услуг
- Отдел аудита социальных отраслей
- Отдел аудита государственных инвестиций и государственного долга
- Отдел аудита рационального использования
- Отдел финансирования, обеспечения и технологической поддержки
- Отдел правового сопровождения и надзора за качеством
- Отдел международного сотрудничества, повышения квалификации и методологического обеспечения

Срок полномочий председателя Счётной палаты — 7 лет.
В состав Палаты также входит Управление по Нахичеванской АР.

## Председатели
- Намиг Насруллаев (12 июня 2001 — 17 апреля 2007)[4][5]
- Гейдар Асадов (17 апреля 2007 — 22 ноября 2013)[6][5]
- Вюгар Гюльмамедов (22 ноября 2013 — в должности)[7]

## Деятельность
В 2010 году приступила к работе английская версия официального сайта Палаты.
В декабре 2017 года утверждены изменения в закон «О Счётной палате», который предоставил право палате обращаться в Генеральную прокуратуру не только в случае правонарушений с признаками преступления. но также при правонарушениях с признаками административного проступка.

### 2024
В июле 2024 года в ходе проверки деятельности ЗАО «Телевидение и радиовещание Нахичеванской Автономной Республики» были выявлены нарушения в использовании государственных средств и государственного имущества. Направлено обращение в Генеральную прокуратуру Азербайджана.
В 2024 году выявлены финансовые нарушения в Нахичеванской АР на сумму 46,6 млн манат. Из них на сумму 12,7 млн манат составил ущерб государственному бюджету.  31,5 млн манат не перечислено в бюджет Нахичеванской АР. На сумму 19 млн манат обнаружены искажения финансовой отчётности. 
Проведён аудит проекта газопровода Ыгдыр — Нахичевань. 
Палата была избрана членом правления Азиатской организации высших органов аудита (ASOSAI). 